# William Håkansson
William Håkansson, född 8 oktober 2007 i Solna, Uppland, är en svensk professionell ishockeyspelare (back) som just nu spelar för Luleå HF i Svenska Hockeyligan.
Säsongen 2024-25 vann han SM-silver med Luleå HF:s J18-lag och SM-guld med Luleå HF:s A-lag.